# Fabrițiu Manoilă
Fabrițiu Manoilă (n. 1864, Sâmbăteni – d. 11 noiembrie 1935, Lipova) a fost un delegat în Marea Adunare Națională de la Alba Iulia, organismul legislativ reprezentativ al „tuturor românilor din Transilvania, Banat și Țara Ungurească”, cel care a adoptat hotărârea privind Unirea Transilvaniei cu România, la 1 decembrie 1918.:p. 87

## Biografie
Fabrițiu Manoilă a urmat cursurile Institutului Teologic din Arad. La începutul carierei sale, a slujit ca preot și, apoi, ca protopop la Lipova. A decedat la 11 noiembrie 1935.:p. 87

## Activitatea politică

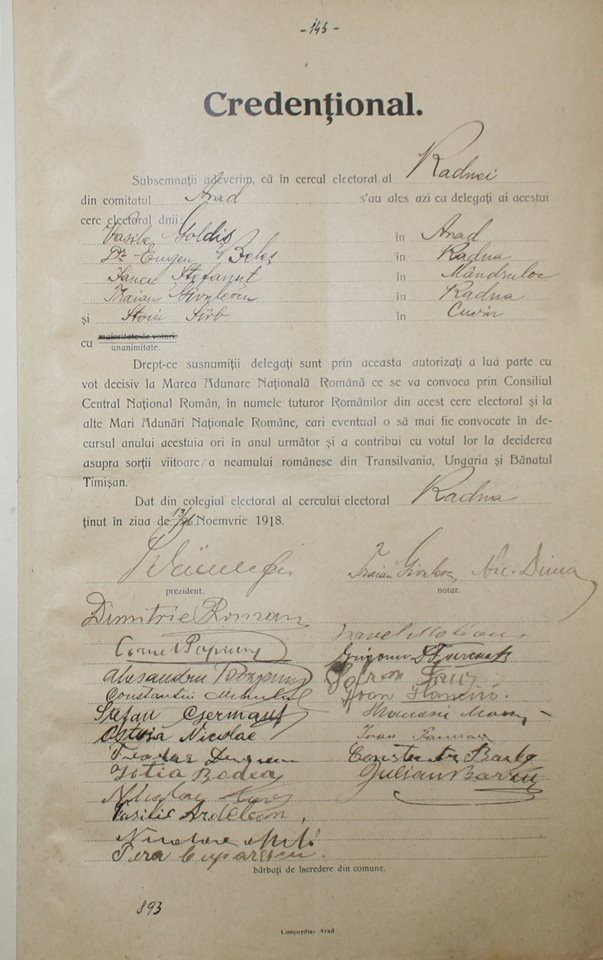
Credențional

A fost unul dintre fruntașii P.N.R..Ca deputat în Adunarea Națională din 1 decembrie 1918 a reprezentat, ca delegat de drept, Protopopiatul ortodox Lipova.:p. 87